# Demićka
Dèmićka je najsnažnija lijeva pritoka Vrbanje, u koju se ulijeva u Šipragama.

## Vodotok
Izvire na južnim padinama Zastijenja  (lokalizam:  Zāstinje), na vodno bogatom dijelu podvlašićkog platoa.

U mnoštvu potoka i potočića njenog slijeva najveći su Grozničavica, Djevojački potok i Brestovača, a zatim Dolovi, Svinjčijski potok, Smrčki do i Kuratin potok. U gornjem toku, njene desne obale su obrasle gustom bukovo-grabovom i bukovo-smrekovom šumom, dok lijevu obalu omeđava litica Dunića stijene.
U njegovom relativno malom području, s ove vododijelnice osim nje otječu i mnoge pritoke Vrbanje (Ćorkovac, Sadika,  Duboka) i Ugra (slijev Kobilje) i drugi potoci. Ispod Dunića stijena ulazi u kraći kanjon (dubine do oko 300 m u odnosu na selo Duniće), a zatim protječe ispod sela Dèmići (po kojem je i imenovana), a prije ušća ulazi u ljevkastu dolinu oko Vrbanje.

## Zanimljivosti
Pedesetih i šezdesetih godina 20. stoljeća u slijevu Demićke je bilo čak 17 vodenica, od kojih su preostale samo tri.

## Značaj u povijesti
Iz ptičje perspektive, usječeni kanjon ispod Dunića stijena je toliko neupadljiv da su partizani tijekom 6. neprijateljske ofenzive 1943./1944. na šumovitim padinama u klisuri Dèmićke uspotavili 12. divizijsku bolnicu Petog korpusa (u dvije barake i zemunicama). Ona se tu održala sve do taktičkog premiještanja na drugu lokaciju (4. siječnja 1944.), unatoč višekratnih bombardiranja obližnjih Šipraga (zbog nepreciznog lociranja glavnog cilja – Bolnice). Glede predostrožnosti, tada je oko 600 ranjenika i bolesnika premješteno u sela Stopan i Loziće, a zatim u Palvuk, Čudnić i Kruševo Brdo. Nakon odlaska njemačkih i četničkih postrojba, ova "pokretna bolnica" brzo se vratila u Šiprage (15. siječnja 1944.). Preminuli ranjenici i drugi bolesnici su kasnije, iz primarnih grobnica (u šumi), premješteni u zajedničko Partizansko groblje u Šipragama (lokalitet: Zagradine).